# Войскорово (деревня)
Во́йскорово (фин. Voiskorova) — ныне не существующая деревня на территории Тельмановского городского поселения Тосненского района Ленинградской области.

## История
Известна с 1617 года как селение Ингрис — центр одноимённой волости шведской провинции Ингерманландия.
С 1623 года также упоминается как ингерманландская деревня Кирконкюля (церковная деревня) — центр лютеранского прихода Инкере.
На карте Ингерманландии А. И. Бергенгейма, составленной по шведским материалам 1676 года, обозначена мыза Ingris Hoff и при ней Ingris Kyrka.
На шведской «Генеральной карте провинции Ингерманландии» 1704 года — мыза Ingris hof и пасторат Ingris.
Мыза Ингрис и при ней церковь Ингрис, нанесены на «Географическом чертеже Ижорской земли» Адриана Шонбека 1705 года.
Новая деревянная кирха, взамен утраченной, была построена в 1769 году.
На «Топографической карте окрестностей Санкт-Петербурга» Военно-топографического депо Главного штаба 1817 года обозначена деревня Войскорова, состоящая из 12 дворов с кирхой.

ВОЙСКОРОВА — деревня ямщиков маймистской половины, принадлежит ведомству Санкт-Петербургского окружного управления, число жителей по ревизии: 46 м. п., 54 ж. п.;
 В ней деревянная Лютеранская кирка, называемая Ижорская. (1838 год)

Третья деревянная кирха во имя Св. Андрея Первозванного была освящена в 1839 году.
В пояснительном тексте к этнографической карте Санкт-Петербургской губернии П. И. Кёппена 1849 года она записана как деревня Woiskorowa (Войскорова), а также указано количество её жителей на 1848 год: савакотов — 40 м. п., 64 ж. п., всего 104 человека.

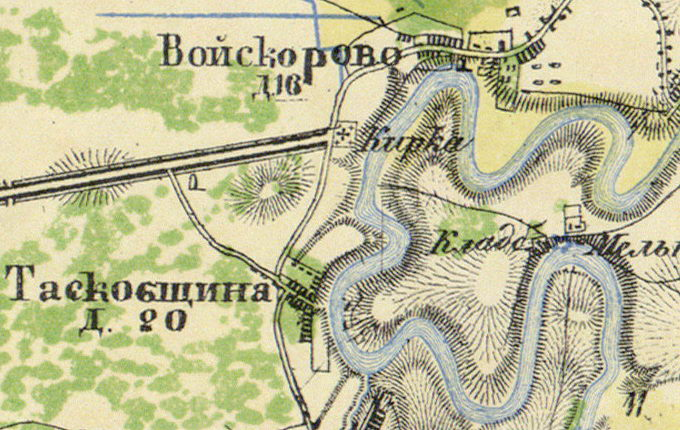
Деревня Войскорово на карте 1860 года

В 1860 году деревня состояла из 16 дворов.

ВОЙСКОРОВО — деревня казённая при реке Ижоре, число дворов — 19, число жителей: 55 м. п., 65 ж. п.; Лютеранская кирка. (1862 год) 

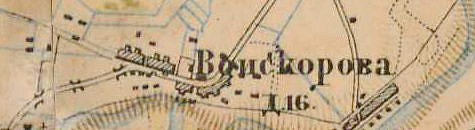
План деревни Войскорово. 1885 год

В 1885 году деревня вновь насчитывала 16 дворов.
Деревня состояла из двух отдельных частей, называвшихся Пиуккала и Тамперла. Между ними, в отдельной усадьбе, располагался сад и дом пастора, перестроенный после пожара 1892 года.
В конце XIX — начале XX века деревня административно относилась к Ижорской волости 2-го земского участка 1-го стана Царскосельского уезда Санкт-Петербургской губернии. По приходским данным население деревни было исключительно финским.
По данным «Памятной книжки Санкт-Петербургской губернии» за 1905 год деревня Войскорово входила в Маймистское сельское общество.
Изменение численности населения прихода Инкере с 1842 по 1917 год:
С 1917 по 1918 год деревня Войскорово входила в состав Ижорской волости Царскосельского уезда.
С 1918 года в составе Войскоровского сельсовета Ингеринской волости Детскосельского уезда. С 1918 по 1920 год деревня Войскорово была административным центром Ингеринской волости, выделившейся из Ижорской волости.
С 1920 года в составе Путроловского сельсовета Слуцкой волости.
С 1923 года в составе Троцкого уезда.
С 1924 года в составе Войскоровского сельсовета.
Согласно данным переписи населения СССР 1926 года в деревне Войскорово проживали 220 человек — все финны.
С февраля 1927 года в составе Детскосельской волости. С августа 1927 года в составе Детскосельского района.
С 1930 года в составе Тосненского района.
По данным 1933 года деревня Войскорово являлась административным центром Войскоровского финского национального сельсовета Тосненского района, в который входили 9 населённых пунктов: деревни Войскорово, Киттелово, Лангилово, Мазилово, Петровщина, Путролово, Самсоновка, Старая Мыза, Таскобщина, общей численностью населения 1352 человека.
По данным 1936 года в состав Войскоровского сельсовета входили 11 населённых пунктов, 344 хозяйства и 2 колхоза.
Кирха была а закрыта в 1938 году, последней среди лютеранских храмов Ингерманландии.
С 1939 года в составе Ям-Ижорского сельсовета.
В 1940 году население деревни Войскорово составляло 245 человек.

План деревни Войскорово. 1941 год

Согласно топографической карте РККА 1941 года деревня насчитывала 41 двор. В деревне находилась школа, церковь и силосная башня.
С 1 сентября 1941 года по 31 января 1944 года деревня находилась в оккупации. Деревня полностью была уничтожена в годы Великой Отечественной войны. После войны не восстановлена.
В 1980-х годах название Войскорово было присвоено новому посёлку, построенному на другом берегу реки Ижоры.

## Известные уроженцы
- Томберг, Елизавета Степановна (1909—1988) — театральная актриса, народная артистка СССР (1959).